# Kapelle Omesberg

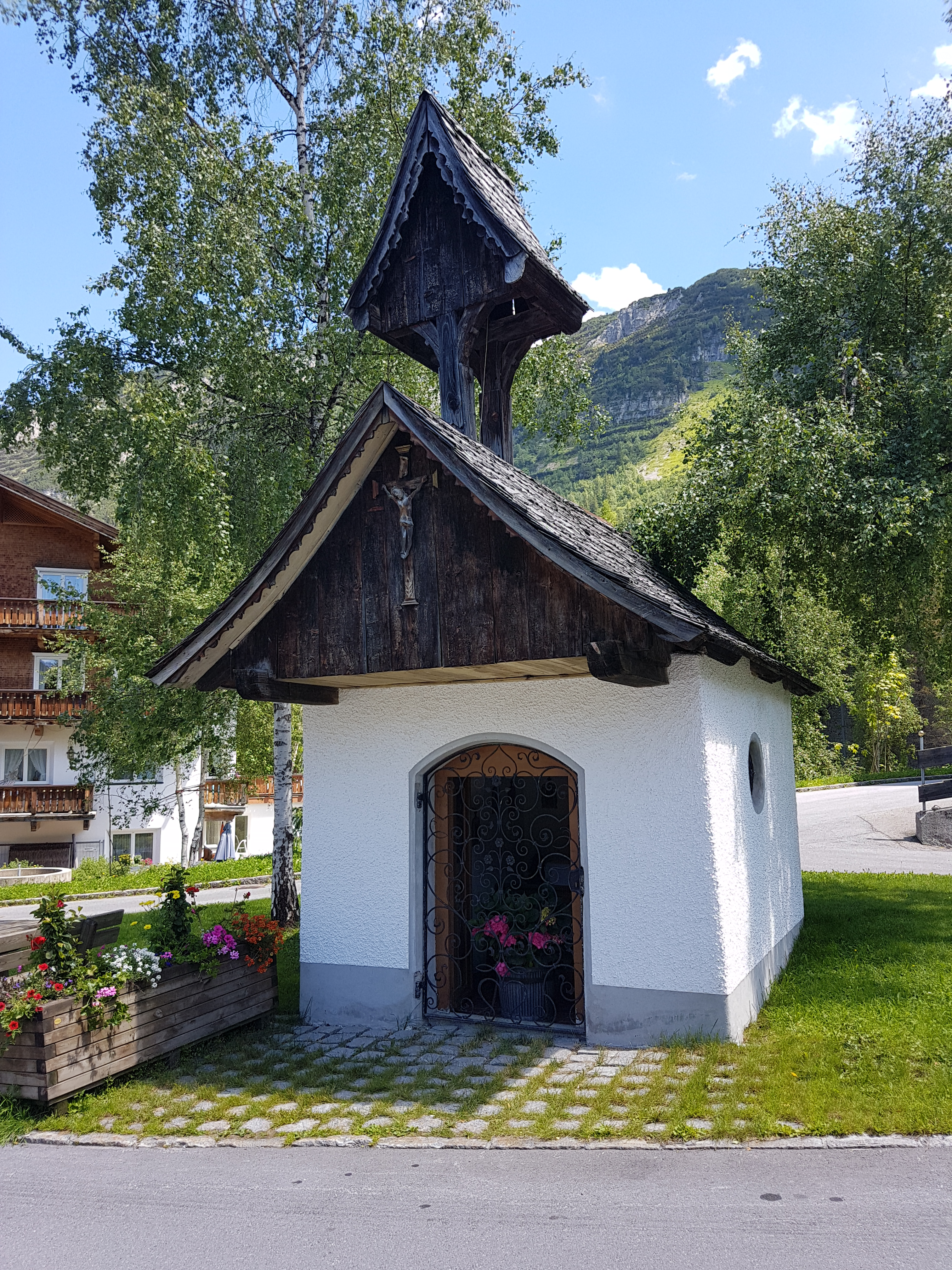
Kapelle Omesberg

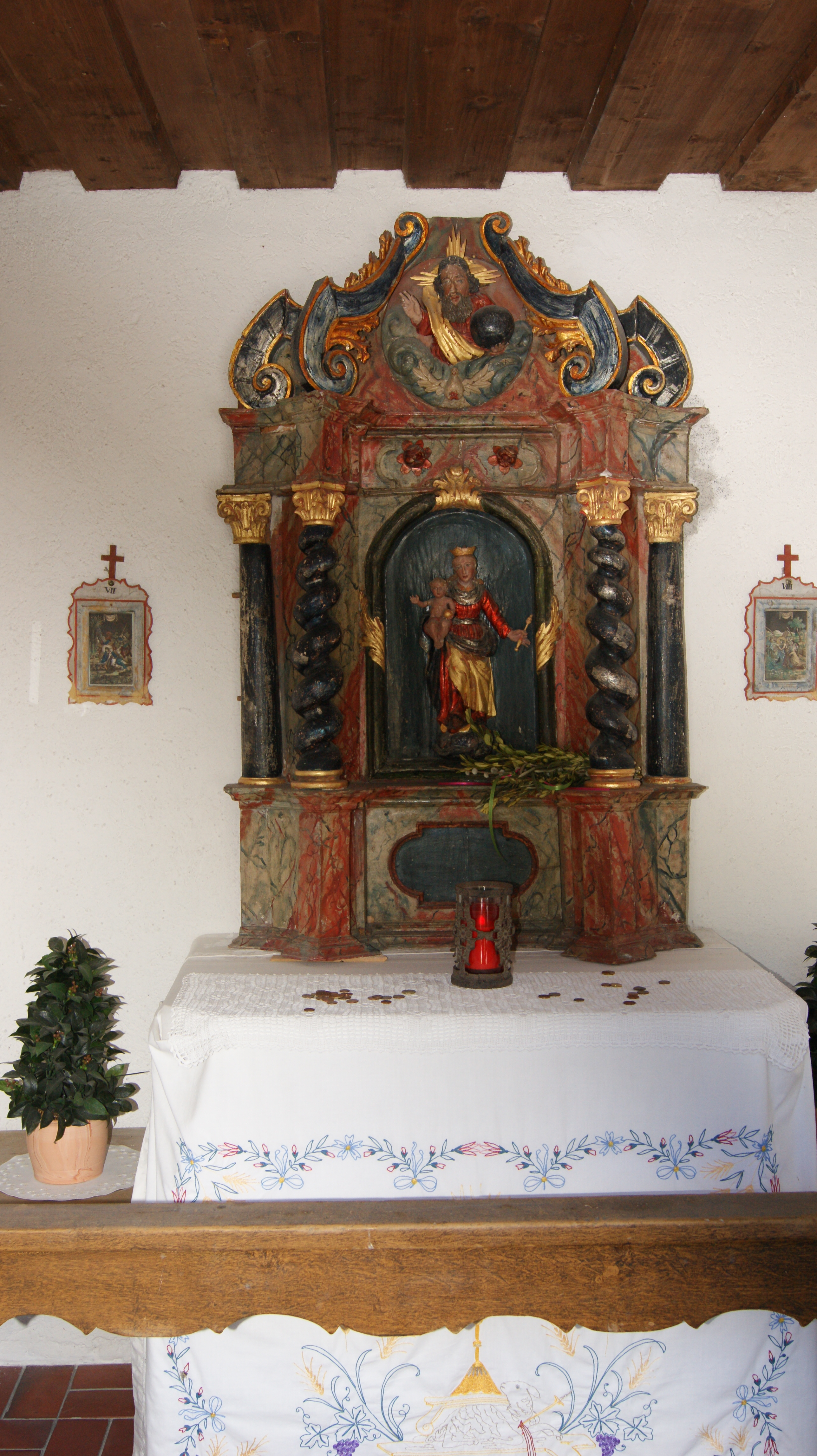
Altar

Die römisch-katholische Kapelle zu den Heiligen Florian und Agatha (kurz: Kapelle Omesberg, etwa 1450 m ü. A.) steht im Ortsteil Omesberg der Gemeinde Lech im Bezirk Bludenz in Vorarlberg. Sie ist dem Heiligen Florian und der Heiligen Agatha geweiht und gehört zur Pfarrkirche Lech am Arlberg und damit zum Dekanat Bludenz-Sonnenberg in der Diözese Feldkirch. Das Bauwerk aus dem 17. Jahrhundert steht unter Denkmalschutz.

## Geschichte
Die Kapelle wurde im 17. Jahrhundert gebaut und 1803 renoviert. In den 1980er-Jahren wurde der Außenverputz erneuert.

## Architektur

### Außenbeschreibung
Es handelt sich um einen Bau mit rechteckiger Grundform und Südost/Nordwest-Ausrichtung mit weißem, dickem Außenverputz und einem markanten, weit vorgezogenen, Vordach, der im Zentrum der Siedlung am Omesberg steht.  Der Glockendachreiter auf dem geschindelte Satteldach mit rechteckigem Giebelspitzhelm befinden sich nordwestlich. In der Fassade befindet sich ein Kreisfenster. Das schmiedeeiserne Absperrgitter stammt aus neuerer Zeit. Die Familien Wilhelm Walch bewahrt den Schlüssel zur Kapelle.

### Innenbeschreibung
Die Kapelle ist innen einfach gestaltet mit einer schlichten, gerade Holzdecke. Der kleine barocke Viersäulenaltar zeigt die Madonna mit Jesuskind und darüber eine gütige Darstellung des Gottvaters. Links und rechts des Altars sind die VII und VIII Kreuzwegstation aufgehängt. Die weiteren, im bäuerlichen Stil gehaltenen, Kreuzwegstationen befinden sich im Innern der Kapelle. Der Originalaltar steht im Heimatmuseum in Lech. Die Glocke im Glockendachreiter kann von Hand geläutet werden.